# Dennis Schiller
Dennis Schiller, né le 18 mai 1965 à Göteborg (Suède), est un footballeur suédois, qui évoluait au poste de défenseur droit à IFK Göteborg, Lillestrøm et à Molde FK ainsi qu'en équipe de Suède.
Schiller a marqué un but lors de ses quatorze sélections avec l'équipe de Suède entre 1988 et 1992.

## Carrière
- 1984-1986 : IFK Göteborg
- 1987-1996 : Lillestrøm
- 1997-1999 : Molde FK

## Palmarès

### En équipe nationale
- 14 sélections et 1 but avec l'équipe de Suède entre 1988 et 1992.

### Avec Lillestrøm
- Vainqueur du Championnat de Norvège de football en 1989.
- Vice-champion du Championnat de Norvège de football en 1988, 1994 et 1996.
- Finaliste de la Coupe de Norvège de football en 1992.

### Avec Molde
- Vice-champion du Championnat de Norvège de football en 1998 et 1999.